# Andrea Glass
Andrea Glass (Darmstadt, 17 luglio 1976) è un'ex tennista tedesca.

## Carriera
Raggiunse il suo best ranking in singolare il 1º febbraio 1999 con la 53ª posizione; nel doppio divenne, il 20 novembre 2000, la 85ª del ranking WTA.
Il miglior risultato in carriera fu raggiunto nell'Australian Open 1999; in quell'occasione raggiunse il terzo turno in singolare, superando l'italiana Silvia Farina Elia e successivamente la russa Tat'jana Panova, prima di venire sconfitta dalla testa di serie numero dodici, la russa Anna Kurnikova con il punteggio di 6-4, 2-6, 3-6. In carriera, inoltre, vinse tre tornei di doppio nel circuito ITF Women's Circuit, tutti nel 2002.
Venne convocata dalla squadra tedesca di Fed Cup in sette occasioni fra il 1998 e il 2001, con un bilancio complessivo di tre vittorie e nove sconfitte, tra singolare e doppio.

## Statistiche

### Tornei minori

#### Doppio

##### Vittorie (3)
| Torneo 100 000 $ (0) |
| Torneo 75 000 $ (0)  |
| Torneo 50 000 $ (0)  |
| Torneo 25 000 $ (3)  |
| Torneo 10 000 $ (0)  |

| N. | Data           | Torneo                                    | Superficie  | Compagna          | Avversaria in finale            | Punteggio |
| 1. | 24 giugno 2002 | Swedbank Ladies, Båstad                   | Terra rossa | Dominika Luzarová | Nicole Sewell Samantha Stosur   | 6-4, 6-1  |
| 2. | 8 luglio 2002  | Darmstadt Tennis International, Darmstadt | Terra rossa | Kirstin Freye     | Eva Birnerová Dominika Luzarová | 7-5, 6-2  |
| 3. | 5 agosto 2002  | Hechingen Ladies Open, Hechingen          | Terra rossa | Jasmin Wöhr       | Lydia Steinbach Shelley Bryce   | 6-4, 7-5  |

### Risultati in progressione
| Sigla | Risultato               |
| ----- | ----------------------- |
| V     | Vincitore               |
| F     | Finalista               |
| SF    | Semifinalista           |
| O     | Oro olimpico            |
| A     | Argento olimpico        |
| SF    | Bronzo olimpico         |
| QF    | Quarti di Finale        |
| 4T    | Quarto turno            |
| 3T    | Terzo turno             |
| 2T    | Secondo turno           |
| 1T    | Primo turno             |
| RR    | Round Robin             |
| LQ    | Turno di qualificazione |
| A     | Assente                 |
| ND    | Non disputato           |

| Legenda superfici    |
| -------------------- |
| Cemento              |
| Terra battuta        |
| Erba                 |
| Superficie variabile |

#### Singolare nei tornei del Grande Slam
| Torneo          | 1996 | 1997 | 1998 | 1999 | 2000 | 2001 | 2002 | 2003 |
| --------------- | ---- | ---- | ---- | ---- | ---- | ---- | ---- | ---- |
| Australian Open | A    | A    | 1T   | 3T   | A    | 2T   | 1T   | A    |
| Open di Francia | 1T   | 2T   | 1T   | 2T   | A    | 2T   | A    | A    |
| Wimbledon       | 1T   | 2T   | 1T   | 1T   | A    | 1T   | A    | A    |
| US Open         | 1T   | 1T   | 1T   | 1T   | A    | 1T   | A    | A    |

#### Doppio nei tornei del Grande Slam
| Torneo          | 1996 | 1997 | 1998 | 1999 | 2000 | 2001 | 2002 | 2003 |
| --------------- | ---- | ---- | ---- | ---- | ---- | ---- | ---- | ---- |
| Australian Open | A    | A    | A    | A    | A    | 1T   | A    | 1T   |
| Open di Francia | A    | A    | A    | A    | A    | 1T   | A    | A    |
| Wimbledon       | A    | A    | A    | A    | A    | 1T   | A    | A    |
| US Open         | A    | A    | A    | A    | 1T   | 2T   | 1T   | A    |

#### Doppio misto nei tornei del Grande Slam
Nessuna partecipazione

## Vittorie contro giocatrici Top 10
| Stagione | 1998 | Totale |
| Vittorie | 2    | 2      |

| #    | Giocatrice              | Ranking | Evento                         | Superficie    | Turno | Punteggio        | Rank. AGR |
| ---- | ----------------------- | ------- | ------------------------------ | ------------- | ----- | ---------------- | --------- |
| 1998 |                         |         |                                |               |       |                  |           |
| 1.   | Arantxa Sánchez Vicario | 5       | Family Circle Cup, Hilton Head | Terra verde   | 2T    | 6(5)-7, 7-5, 6-2 | 94        |
| 2.   | Conchita Martínez       | 8       | Fed Cup, Saarbrücken           | Sintetico (i) | QF    | 3-6, 6-3, 6-2    | 62        |